# Amazing Rhythm Aces
Amazing Rhythm Aces est un groupe américain de country rock, originaire de Memphis, dans le Tennessee. Il est formé en 1974.

## Biographie

### Débuts
Les membres de Aces jouaient dans Fatback, un groupe local originaire de Knoxville, dans le Tennessee, à la fin des années 1960 et début 1970, composé du chanteur et guitariste Russell Smith, du bassiste Jeff « Stick » Davis, du batteur Butch McDade (né David Hugh McDade à Clarksdale, dans le Missouri ; 24 février 1946–29 novembre 1998) et le guitariste Dan Kennedy. Le groupe quitte Knoxville au début des années 1970.
En 1972, les Aces s'assemblent à Memphis, Tennessee, sous les recommandations de Barry « Byrd » Burton (né à Greene County, Tennessee ; 7 septembre 1946–10 mars 2008), Davis et McDade, qui ont enregistré et tourné avec Jesse Winchester sous le nom de The Rhythm Aces recrutent Smith, le claviériste Billy Earheart III, le guitariste et multi-instrumentiste Burton et le pianiste James Hooker pour développer un mélange de pop, de country et blue-eyed soul.
Stacked Deck, leur premier album, sort en 1975, comprend deux morceaux crossover (rock et country), Third Rate Romance et Amazing Grace (Used to Be Her Favorite Song), le seul single country du groupe ayant atteint le Top 10. En 1976, The End Is Not in Sight (The Cowboy Tune), issu de l'album Too Stuffed to Jump, remporte un Grammy dans la catégorie de la performance vocal d'un groupe de country. Third Rate Romance atteint la première place des charts pop/rock canadiens. Burton quitte le groupe après la sortie de Toucan Do It Too en 1977 et est remplacé par Duncan Cameron.
En 1978, les Aces publient Burning the Ballroom Down, suivi l'année suivante par l'album homonyme qui fait participer Joan Baez, Tracy Nelson et the Muscle Shoals Horns. Puis sort l'album How the Hell Do You Spell Rhythum, avant que le groupe ne se sépare.

### Retour
The Aces se reforment en 1994. Le groupe, composé de Smith, Davis, McDade, Earheart, Hooker et le guitariste-mandoliniste Danny Parks, publie Ride Again, un album comprenant de nouveaux morceaux.
Ils reviennent avec un autre album, Out of the Blue, sorti à la mi-1998;, enregistré avec le batteur Michael Organ, qui remplace temporairement McDade. Drummer Bill Bonnette joue avec le groupe en 1999. Davis quitte le groupe en 2004, peu après la sortie de Nothin' but the Blues pour rejoindre Sneaky Pete Kleinow et Garth Hudson au sein de Burrito Deluxe. Depuis 2007, la formation des Aces comprend Smith et Earheart, aux côtés de Kelvin Holly à la guitare solo.

## Membres

### Membres actuels
- Billy Earhart III
- Russell Smith
- Kevin Holly

### Anciens membres
- Barry Burton
- Duncan Cameron
- Jeff Davis
- James Hooker
- Butch McDade
- Danny Parks
- Lorne Rall
- Mark Horn

## Discographie

### Albums studio
| Année | Titre                                     | Meilleure position[réf. nécessaire] | Meilleure position[réf. nécessaire] | Label           |
| Année | Titre                                     | Top Country Albums                  | Billboard 200                       | Label           |
| ----- | ----------------------------------------- | ----------------------------------- | ----------------------------------- | --------------- |
| 1975  | Stacked Deck                              | 12                                  | 120                                 | ABC             |
| 1976  | Too Stuffed to Jump                       | 16                                  | 157                                 | ABC             |
| 1977  | Toucan Do It Too                          | 26                                  | 114                                 | ABC             |
| 1978  | Burning the Ballroom Down                 | 28                                  | 166                                 | ABC             |
| 1979  | The Amazing Rhythm Aces                   | 47                                  | 144                                 | ABC             |
| 1980  | How the Hell Do You Spell Rythum?         | —                                   | 175                                 | Warner Bros.    |
| 1981  | Full House: Aces High                     | —                                   | —                                   | MSS             |
| 1982  | 4 You 4 Ever: Best of Amazing Rhythm Aces | —                                   | —                                   | M&R             |
| 1994  | Ride Again                                | —                                   | —                                   | Breaker         |
| 1997  | Out of the Blue                           | —                                   | —                                   | Breaker         |
| 1998  | Chock Full of Country Goodness            | —                                   | —                                   | Valley          |
| 1999  | Live in Switzerland                       | —                                   | —                                   | Store for Music |
| 1999  | Concert Classics, Volume 3                | —                                   | —                                   | Renaissance     |
| 2000  | Absolutely Live                           | —                                   | —                                   | Icehouse        |
| 2001  | Between You and Us                        | —                                   | —                                   | Pilot           |
| 2004  | Nothin' but the Blues                     | —                                   | —                                   | Russell Smith   |
| 2007  | Midnight Communion                        | —                                   | —                                   | Russell Smith   |
| 2009  | Very Best of Amazing Rhythm Aces          | —                                   | —                                   | Varese          |

### Singles
| Année | Titre                                     | Meilleure position[réf. nécessaire] | Meilleure position[réf. nécessaire] | Meilleure position[réf. nécessaire] | Meilleure position[réf. nécessaire] | Meilleure position[réf. nécessaire] | Album                             |
| Année | Titre                                     | Hot Country Songs                   | Billboard Hot 100                   | CAN Country                         | CAN                                 | CAN AC                              | Album                             |
| ----- | ----------------------------------------- | ----------------------------------- | ----------------------------------- | ----------------------------------- | ----------------------------------- | ----------------------------------- | --------------------------------- |
| 1975  | Third Rate Romance                        | 11                                  | 14                                  | 1                                   | 1                                   | 2                                   | Stacked Deck                      |
| 1975  | Amazing Grace                             | 9                                   | 72                                  | 10                                  | 79                                  | —                                   | Stacked Deck                      |
| 1976  | The End Is Not in Sight (The Cowboy Tune) | 12                                  | 42                                  | 20                                  | 69                                  | —                                   | Too Stuffed to Jump               |
| 1978  | Ashes of Love                             | 100                                 | —                                   | —                                   | —                                   | —                                   | Burning the Ballroom Down         |
| 1979  | Lipstick Traces (On a Cigarette)          | 88                                  | 104                                 | —                                   | —                                   | —                                   | The Amazing Rhythm Aces           |
| 1980  | I Musta Died and Gone to Texas            | 77                                  | —                                   | —                                   | —                                   | —                                   | How the Hell Do You Spell Rythum? |